# Adriaen
Adriaen ist als eine mittelniederländische Form von Adriaan ein überwiegend historischer niederländischer männlicher Vorname, der auf den Namen Adrian zurückgeht.

## Namensträger

### Adriaen
- Adriaen Block (1567–1627), niederländischer Pelzhändler und Steuermann
- Adriaen Brouwer (1605/06–1638), flämischer Maler
- Adriaen Coorte (auch: Adrian Coorte oder Adriaen Corte; um 1665–nach 1707), niederländischer Maler des Barock
- Adriaan van Dis (* 1946), niederländischer Schriftsteller
- Adriaen van der Donck (um 1618–1655), Rechtsanwalt und Grundbesitzer in Neu Niederland
- Adriaen van Gaesbeeck (1621–1650), niederländischer Maler
- Adriaen Isenbrant (um 1490–1551), niederländischer Maler
- Adriaen van Ostade (1610–1685), niederländischer Maler und Radierer
- Adriaen van Stalbemt (auch: Adriaan van Stalbent; 1580–1662), niederländischer Maler, Radierer und Zeichner
- Adriaen van Utrecht (1599–1652), flämischer Stilllebenmaler
- Adriaen Valéry (auch: Adriaen Valéry oder Adriaen Valerius; um 1570–1625), niederländischer Dichter und Sammler von Geusenliedern
- Adriaen van de Velde (auch: Adriaan van de Velde; 1636–1672), holländischer Maler und Radierer
- Adriaen Pietersz. van de Venne (1589–1662), niederländischer Maler und Dichter
- Adriaen Hendriksz Verboom (* ca. 1627; † 1673), niederländischer Maler und Radierer des Barock
- Adriaen de Vries († 1626), niederländischer Bildhauer des Manierismus
- Adriaen van der Werff (1659–1722), niederländischer Maler
- Adriaen van Wesel (um 1417–nach 1490), Holzschnitzer in Utrecht

### Adriaan
- Willem Adriaan Bonger (1876–1940), niederländischer Kriminologe und Soziologe
- Adriaan Florisz Boeyens (1459–1523), von 1522 bis 1523 Papst Hadrian VI.
- Karel Adriaan Deurloo (1936–2019), niederländischer Theologe und Hochschullehrer
- Adriaan Daniël Fokker (1887–1972), niederländischer Physiker und Musiker
- Adriaan Geuze (* 1960), niederländischer Architekt und Landschaftsarchitektur-Professor an der Harvard University
- Adriaan de Groot (1914–2006), niederländischer Psychologe und Schachspieler
- Floris Adriaan van Hall (1791–1866), liberaler, später konservativer niederländischer Staatsmann
- Adriaan Corneliszoon van Haemstede (* um 1525; † 1562), niederländischer reformierter Theologe
- Johan Adriaan Heuff (1843–1910; Pseudonyme J. Huf van Buren, Jan van Brabant und Cosinus), niederländischer Schriftsteller
- Adriaan Heynsius (1831–1885), niederländischer Mediziner und Biochemiker
- Herman Adriaan van Karnebeek (1874–1942), niederländischer Diplomat und Minister
- Adriaan Koerbagh (1633–1669; Pseudonym Vreederijk Waarmond), niederländischer Kritiker von Religion und Moral
- Adriaan Kortlandt (1918–2009), niederländischer Verhaltensforscher
- Adriaan Metius (1571–1635), niederländischer Mathematiker, Landvermesser und Astronom
- Adriaan Morriën (1912–2002), niederländischer Lyriker, Erzähler, Essayist und Literaturkritiker
- Adriaan von Müller (1928–2021), deutscher Prähistoriker
- Anton Adriaan Mussert (1894–1946), niederländischer Tiefbauingenieur und Politiker
- Adriaan Pauw (1585–1653), holländischer Politiker
- Adriaan Pit (1860–1944), Kunsthistoriker und Museumsdirektor
- Hendrik Adriaan van Rheede tot Draakenstein (1636–1691), Gouverneur von Cochin und Autor des Werkes Hortus Malabaricus
- Adriaan Joseph van Rossem (1892–1949), US-amerikanischer Ornithologe
- Adriaan van Royen (1704–1779), holländischer Arzt und Botaniker
- Adriaan van den Spiegel (auch Adriaan van den Spieghel oder Adrianus Spigelius; 1578–1625), niederländischer Anatom, Chirurg und Botaniker
- Adriaan van der Stel (1605–um 1646), Gouverneur von Mauritius um 1640 bis 1645
- Adriaan Stoop (1856–1935), niederländischer Bergingenieur und Unternehmer
- Cornelis Adriaan Lobry van Troostenburg de Bruyn (1857–1904), niederländischer Chemiker
- Adriaan Verhulst (1929–2002), belgischer Historiker
- Adriaan Vlok (1937–2023), südafrikanischer Politiker der Nationalen Partei (NP)
- Adriaan van Wijngaarden (1916–1987), niederländischer Informatiker